# Le Lac des cygnes (Preljocaj)
 (avril 2022).
Cet article concerne le ballet contemporain d'Angelin Preljocaj. Pour le ballet classique de Tchaïkovski, voir Le Lac des cygnes. Pour les autres articles homonymes, voir Le Lac des cygnes (homonymie).
Le Lac des cygnes d'Angelin Preljocaj est une adaptation chorégraphique du ballet classique Le Lac des cygnes, créée en 2020. Elle est interprétée par 26 danseurs du Ballet Preljocaj dans de nombreuses villes de France. Le spectacle est scindé en quatre actes et dure deux heures environ.

## Histoire
Dans Le Lac des cygnes,,,,, Preljocaj reste fidèle à la structure de l'histoire du ballet classique original, ainsi qu'à ses personnages. Le roi et le reine sont les parents du jeune prince Siegfried, qui est éperdument amoureux d'une femme transformée en cygne par le sorcier Rothbart. En somme, on retrouve une tragédie amoureuse rythmée par une dualité entre le bien et le mal (opposition entre le cygne blanc, Odette, et le cygne noir, Odile), et une tonalité fantastique.
Cependant, le chorégraphe a réactualisé et adapté la trame de son œuvre aux problématiques du monde actuel, notamment autour de préoccupations environnementales. Rothbart est cette fois un vicieux agent financier qui influence le roi dans un projet d'exploitation du lac. La binarité bien/mal est incarnée dans l'opposition entre nature et industrie, pollution. Le ballet est souvent qualifié de véritable « fable écologique » ou encore de « plaidoyer pour l'environnement », bien que la portée militante de cette œuvre soit légère.

## Description technique

### Musique
Dans Le Lac des cygnes, Angelin Preljocaj a fait le choix de conserver 60% de la musique originelle du ballet classique, composée par Piotr Ilitch Tchaïkovski, et ajouter 25% d'œuvres du même compositeur. La nouveauté se trouve dans l'ajout de musique « électro 79D » pour tout le reste du spectacle.

### Gestuelle
Si la gestuelle des danseurs est largement inspirée des mouvements de la danse classique, on observe avant tout une chorégraphie contemporaine, fidèle à son chorégraphe. Le troisième acte se distingue des autres par la présence de danses folkloriques (les mêmes que celles du ballet original), à nouveau modernisées. 

### Costumes
Les costumes portés par les danseurs sont le plus souvent dans des tons neutres, noir et blanc. Les femmes revêtent un tutu revisité blanc, et sont pieds nus, tout comme les hommes qui, eux, portent des vêtements assez simples. Cette neutralité est interrompue par des costumes colorés et bariolés au troisième acte, lors des danses de groupe.
Les costumes vont de pair avec la chorégraphie, sur un jeu de contraste particulièrement marqué de l'œuvre, entre inspiration classique et actualisation moderne.